# Jorge Gómez Piernavieja
Jorge Gómez Piernavieja (7 de marzo de 1981) es un deportista español que compite en ciclismo en la modalidad de BMX estilo libre, especialista en la prueba de flatland. Ganó dos medallas de plata en el Campeonato Europeo de Ciclismo BMX Estilo Libre, en los años 2023 y 2024.

## Palmarés internacional
| Campeonato Europeo | Campeonato Europeo      | Campeonato Europeo | Campeonato Europeo |
| Año                | Lugar                   | Medalla            | Competición        |
| ------------------ | ----------------------- | ------------------ | ------------------ |
| 2023               | Duisburgo (Alemania)    | Medalla de plata   | Flatland           |
| 2024               | Luxemburgo (Luxemburgo) | Medalla de plata   | Flatland           |